# 余梅
余梅（1970年4月—），江西都昌人，汉族，中华人民共和国政治人物、第十二届全国人民代表大会江西地区代表。
毕业于江西省景德镇市陶瓷职工大学广告专业。加入中国共产党。2013年，担任全国人大代表。2018年2月24日，当选为第十三届全国人大代表。